# (1652) Hergé
(1652) Hergé es un asteroide que forma parte del cinturón de asteroides y fue descubierto el 9 de agosto de 1953 por Sylvain Julien Victor Arend desde el Real Observatorio de Bélgica, Uccle.

## Designación y nombre
Hergé se designó inicialmente como 1953 PA.
Posteriormente fue nombrado en honor del dibujante belga Hergé (1907-1983).

## Características orbitales
Hergé orbita a una distancia media del Sol de 2,251 ua, pudiendo acercarse hasta 1,912 ua. Su excentricidad es 0,1505 y la inclinación orbital 3,198°. Emplea en completar una órbita alrededor del Sol 1234 días.